# 2019年広島県議会議員選挙
2019年広島県議会議員選挙（2019ねんひろしまけんぎかいぎいんせんきょ）は、広島県の議決機関である広島県議会を構成する議員を全面改選するために行われる選挙で、第19回統一地方選挙の前半戦投票日である4月7日に投票が行われた。

## 概要
県議会議員の任期4年が満了したことに伴って実施された。23選挙区64議席に対し77名が立候補したが、14選挙区では定数と同じ候補者しか立候補せず、28名が無投票当選となり、残る9選挙区49名によって選挙戦が行われた。
その後、河井夫妻選挙違反事件の際に多くの自民党議員が現金を受領したとされ、8名の議員が辞職することとなった。

## 基礎データ
- 選挙事由：任期満了
- 告示日：2019年3月29日
- 投票日：2019年4月7日
- 議員定数：64名
- 選挙区：23選挙区（うち14選挙区で無投票）
- 候補者数：77名（うち28人が無投票当選）
  - 各党候補者数：自由民主党34名、公明党6名、国民民主党1名、日本共産党2名、無所属34名

## 選挙結果
自民党 
 公明党 
 国民民主党 
 共産党 
 無所属 
| 広島市         | 中区       | 林大蔵     | 日下美香 | 佐藤一直   |
| 広島市         | 東区       | 緒方直之   | 畑石顕司 | 柿本忠則   |
| 広島市         | 南区       | 中本隆志   | 中原好治 | 窪田泰久   |
| 広島市         | 西区       | 福知基弘   | 田川寿一 | 砂原克規   |
| 広島市         | 西区       | 山木茂     |          |            |
| 広島市         | 安佐南区   | 石橋林太郎 | 栗原俊二 | 前田康治   |
| 広島市         | 安佐南区   | 鷹広純     | 竹原哲   |            |
| 広島市         | 安佐北区   | 山崎正博   | 東保幸   | 渡辺典子   |
| 広島市         | 安芸区     | 桧山俊宏   | 西村克典 |            |
| 広島市         | 佐伯区     | 冨永健三   | 宮崎康則 | 瀧本実     |
| 呉市           | 奥原信也   | 坪川竜大   | 下西幸雄 | 城戸常太   |
| 呉市           | 犬童英徳   |            |          |            |
| 竹原市・豊田郡 | 森川家忠   |            |          |            |
| 三原市・世羅郡 | 平本英司   | 桑木良典   | 伊藤英治 |            |
| 尾道市         | 吉井清介   | 高山博州   | 金口巖   |            |
| 福山市         | 宇田伸     | 稲葉潔     | 石津正啓 | 村上栄二   |
| 福山市         | 尾熊良一   | 三好良治   | 出原昌直 | 的場豊     |
| 福山市         | 辻恒雄     | 松岡宏道   |          |            |
| 府中市・神石郡 | 岡崎哲夫   |            |          |            |
| 三次市         | 下森宏昭   |            |          |            |
| 庄原市         | 小林秀矩   |            |          |            |
| 大竹市         | 狭戸尾浩   |            |          |            |
| 東広島市       | 下原康充   | 井原修     | 西本博之 | 恵飛須圭二 |
| 廿日市市       | 山下智之   | 安井裕典   |          |            |
| 安芸高田市     | 児玉浩     |            |          |            |
| 江田島市       | 沖井純     |            |          |            |
| 安芸郡         | 伊藤真由美 | 高田稔     | 平本徹   |            |
| 山県郡         | 宮本新八   |            |          |            |

### 補欠選挙
| 年     | 月   | 選挙区         | 当選者   | 当選政党 | 欠員       | 欠員政党 | 欠員事由           |
| ------ | ---- | -------------- | -------- | -------- | ---------- | -------- | ------------------ |
| 2020年 | 4月  | 安芸高田市     | 玉重輝吉 | 無所属   | 児玉浩     | 自民党   | 安芸高田市長選出馬 |
| 2021年 | 11月 | 安佐南区       | 灰岡香奈 | 自民党   | 石橋林太郎 | 自民党   | 衆院選出馬         |
| 2022年 | 3月  | 府中市・神石郡 | 山口康治 | 無所属   | 岡崎哲夫   | 自民党   | 辞職               |
| 2022年 | 4月  | 山県郡         | 本長糧太 | 無所属   | 宮本新八   | 自民党   | 辞職               |